# 魯德尼亞 (杜布諾區)
50°12′53″N 25°29′3″E / 50.21472°N 25.48417°E
魯德尼亞（烏克蘭語：Рудня），是烏克蘭西北部的村莊，隸屬罗夫诺州的杜布諾區。該村始建於1673年，面積0.44平方公里，海拔高度219米，2001年人口194，人口密度每平方公里437.9人。